# 中国人民解放军太原市军事管制委员会
中国人民解放军太原市军事管制委员会是1949年4月24日解放军攻克太原后，对太原市实施军事管治的地方最高权力机关。 

## 历史
1948年10月15日做出接管太原的决定。10月20日，太原军管会在榆次成立。主任徐向前，副主任罗瑞卿、赖若愚、胡耀邦等。1948年11月16日，华北人民政府、华北军区发布《关于太原解放后由徐向前等组织军事管制委员会实施军事管制的联合命令》，决定占领太原后立即组织军事管制委员会，由徐向前、黄敬、胡耀邦、周士第、罗贵波、赖若愚、裴丽生、萧文玖8人组成，徐向前为主任，黄敬为第一副主任，胡耀邦为第二副主任。1949年1月19日 太原市军事管制委员会第二次会议通过《关于太原接管准备工作》。
4月24日太原克城当日军管会发布《太原暂时实行军事管制》、《中国人民解放军太原部队及其机关人员入城守则》、《军事管制的八条规定》，宣布废除金圆券，规定人民币为本位币。进城后首位工作是对太原市居民放粮急赈。在1949年三四月太原城内已经家家无粮，很多市民一日仅食一顿豆饼，守军完全依靠南京中央空运红大米，士兵每日定量12两（当时1斤500克为16两）。中共太原市委第三次扩大会议提出“现在是普遍的大饥饿，急赈是非有不可。”4月24日太原克城当天，太原市人民政府在城内发放救济粮75万斤，在郊区农民中发放救济粮500石；当天修复太榆公路通车；太原市国营贸易公司连日将大批粮食运入市区，至5月20日共调剂粮食280万斤。
4月26日开始兑换旧币，5月2日基本结束。5月15日基本完成各单位接管。
太原市接管工作前后经过近2个月，至1949年6月中旬基本结束，工作移交给太原市委、市人民政府。1949年7月，太原市工商业户发展到2,333户，比1949年前增加了133%；私营工厂140家中有67家复业，并新开了76家，全市1,677家商店有1,380家复业，并新开了213家。

## 组织架构
- 军事管制委员会主任徐向前
- 军事管制委员会副主任：罗瑞卿、赖若愚（兼太原市委书记）、胡耀邦（十八兵团政治部主任）
- 军事管制委员会委员：周士第（十八兵团第一副司令员）、罗贵波（晋中军区司令员兼政委、萧文玖（晋察冀，晋中军区副司令员）、裴丽生（太岳，太原市人民政府市长）、解学恭（晋绥）、康永和（市总工会）
- 秘书长江东平
- 工业接管组：山西省与太原的公营工业基本集中于西北实业公司名下，下设厂矿30余家。共计接管65家单位。由于太原战役历时半载，除了兵工相关工厂，广大工人早已停发工资，靠吃树皮草根忍饥挨饿。接管组长赖际发，副组长陆达，都是在太行解放区十二年来从事兵工管理的领导干部。还有康永和、石尚农、周化民、焦国鼐、马真、李成斋等[3]。进城接管的第一件重要大事是准备大量粮食急赈救济工人。贯彻“原职原薪”原则，职员工资以1945年冬或1946年春的薪金为底码折合为实物标准；工人工资以1947年为标准。制订了“职（员）工（人）团结”的工作方针，化解矛盾。中共占领太原时，由于护厂得力，攻城部队注意避开工业目标，除化学厂的铝室与纺织厂清纱机被炮击毁外，其他各厂设备基本完好。1949年8月1日，40余厂矿合并组建了西北钢铁厂、太原工业化学厂、太原面粉厂、太原印刷公司、晋华纺织厂、烟草公司等15家公司、厂矿；太原市军管会工业接管组更名为太原市公营轻重工业管理处（工管处）。[4]
  - 机械兵工小组：接管各机器厂、兵工厂。包括西北修造厂、西北机车厂、育才炼钢机器厂等。
  - 化学小组：接管西北化学厂、西北电化厂、西北氧气厂、西北窑厂等。
  - 电业小组：接管各发电厂、变电所、电业经营。
  - 矿业小组：接管各煤矿铁矿。
  - 钢铁小组：接管西北炼钢厂。
  - 纺织小组：接管西北纺织厂、西北毛织厂、西北织造厂等。
  - 器材小组：接管西北木材厂、西北实业公司所属门市部与仓库等。
  - 本部小组：接管西北实业公司本部。军代表徐驰（华北人民政府企业部工程处处长）、朱辉、于寿康等
  - 其他小组：接管西北洋灰厂、西北火柴厂、西北烟草厂、西北皮革厂、西北造纸厂、西北印刷厂、太原面粉一、二厂。
- 交通接管组：接管7个单位
- 军事接管组：接管113个单位
- 后勤接管组：19兵团后勤部政委况开田任组长，6纵后勤部长杨步金任副组长
  - 收集全城遗散弹药的任务交给了晋中军区独立4旅旅长王耀南，拨给他5辆大卡车作运输用。4月29日上午10时左右正当5辆卡车在中央军三十军大院内卸载弹药时发生大爆炸持续了8个小时，损失各种炮弹几十万发，还烧毁了其他一些物资设备
- 电讯接管组：接管17个单位
- 新闻接管组：接管19个单位
- 仓库接管组：接管58个单位
- 金融接管组：接管10个单位
- 贸易接管组：接管103个单位
- 医药接管组：接管86个单位
- 行政接管组：接管133个单位
- 文教接管组：副组长王中青（后任组长、市教育局局长）。教育接管组分为小学、中学、大学和社会教育接管组。接管的山西省立图书馆藏书17万册。
- 公安接管组（即太原市公安局）：接管135个单位。局长程谷梁，副局长黄石山，成立8个公安分局。市公安大队由武工队改编，大队长葛占龙，副大队长傅根补，共400余人。[5]军管会颁布《太原市蒋阎匪特务人员申请悔过登记实施办法》，要求匪特人员向军管会登记悔过。登记时间42天，总计登记特务2,412人，内计军统系154人，中统系94人，阎系警察1,604人，政卫系278人，侍参系75人，其他208人，并搜出线索3,146人，文件166人，证件417件，长短枪14支。1949年7月1日颁布的《太原市军事管制委员会特别法庭暂行办法（草案）》，规定特别法庭检察处设首席检察官1人，检察官2人，首席检察官和检察官掌握预审、侦查、公诉、辩论等事宜。太原市公安接管组组长程谷梁兼任首席检察官，王林、李成瑞为检察官，田夫为主任书记官。8月23日，中国人民解放军太原市军事管制委员会特别法庭判决杨贞吉、续如辑、薄毓相、白志沂等4人死刑，押赴刑场执行枪决。
- 华北总工会太原办事处：康永和
- 太原警备司令部：司令员罗贵波，政委赖若愚（市委书记兼），副司令员萧文玖。晋中军区独立第六旅辖警一团团长曹建纯、政委董儒强，警二团团长刘凤翱、政委李世昌。1949年4月10日制定《太原市警备方案》。入城后戒严5天，4月30日宣布每日午后21时到凌晨五时止实行夜间戒严或局部临时戒严。5月30日进一步将夜间戒严时间缩短了两个小时。
- 太原防空处：1949年5月5日中午，国军空军两架重轰炸机投弹21枚，炸死炸伤西北钢铁厂、西北修造厂、机车厂职工及家属14人，炸毁厂房住宅20余间。
- 太原市军事管制委员会特别法庭：1949年7月7日成立。庭长兼审判长裴丽生。7月8日判决国民革命军第三十军第27师师长戴炳南死刑，执行枪决。8月23日判决杨贞吉、白志沂、续如楫、薄毓相等死刑，执行枪决。